# Klaus Josef Lutz
Klaus Josef Lutz (* 20. März 1958 in München) ist ein deutscher Jurist und Wirtschaftsmanager. Er sanierte als Geschäftsführer unter anderem den Süddeutschen Verlag, in dem die Süddeutsche Zeitung erscheint. Im Jahr 2008 übernahm Lutz den Vorstandsvorsitz der BayWa und prägte den börsennotierten Konzern 15 Jahre lang und gilt daher als mitverantwortlich für die tiefe Krise in der sich das Unternehmen seit Mitte 2024 findet. Zum 1. April 2023 übergab er den BayWa-Vorstandsvorsitz an seinen Nachfolger Marcus Pöllinger. Lutz gilt als Experte für das Genossenschaftswesen.

## Leben
Klaus Josef Lutz verbrachte seine Kindheit und Jugend in München. Nach dem Abitur studierte er Rechtswissenschaft an der Ludwig-Maximilians-Universität München. Im Jahr 1987 wurde er als Rechtsanwalt zugelassen. 2013 wurde Lutz von der Technischen Universität München zum Honorarprofessor für Betriebswirtschaftslehre des Genossenschaftswesens bestellt.
Lutz ist verheiratet und lebt in München.

## Karriere

### Digital Equipment Corporation
Lutz startete seine berufliche Laufbahn als Anwalt bei einer Münchner Kanzlei. 1989 wechselte er in die Technologiebranche zu Digital Kienzle, dem damals zweitgrößten deutschen Softwarehaus. Die Tochtergesellschaft der US-amerikanischen Digital Equipment Corporation steckte in Schwierigkeiten. Als Geschäftsführer und Arbeitsdirektor begleitete Lutz die Restrukturierung des Unternehmens, die auch einen Stellenabbau beinhaltete. Um die Folgen für die verbliebenen Mitarbeiter abzumindern, entwickelte Lutz eine Mitarbeitergesellschaft als Alternative zur klassischen Auffanggesellschaft.
Zwischen 1996 und 2002 übernahm Lutz führende Positionen in verschiedenen Branchen, etwa als Geschäftsführer der Burda-Druckereien und Vorstand von i-center, einem Großhändler für Elektrogeräte, der zuvor zu Siemens gehörte. Auch als Mitglied der Konzernleitung des Maschinenbauers Unaxis war er am tiefgreifenden Wandel des angestammten Geschäfts beteiligt.

### Süddeutscher Verlag
Größere Bekanntheit erhielt Lutz durch seine Berufung in die Geschäftsführung des Süddeutschen Verlags (2002). Zeitweise führte er auch die Geschäfte der Süddeutschen Zeitung (2003). Die gesamte Unternehmensgruppe war aufgrund rückläufiger Anzeigenerlöse in eine existenzbedrohende Krise geraten. Lutz beendete den bundesweiten Expansionskurs und entwickelte ein Modernisierungsprogramm. Dabei forcierte er vor allem die Entwicklung neuer Produkte, beispielsweise der „SZ Bibliothek“ und der „SZ Editionen“. Die Auflage der Tageszeitung selbst stabilisierte sich.
Lutz war federführend bei den Verhandlungen zum Verkauf einer Mehrheit des Süddeutschen Verlags einschließlich der Süddeutschen Zeitung an die Südwestdeutsche Medien Holding (SWMH). Nach dem Vollzug der Transaktion im Jahr 2007 trennten sich beide Parteien.

### BayWa
2008 trat Lutz die Nachfolge von Wolfgang Deml als Vorstandsvorsitzender der BayWa an. Er übernahm ein wirtschaftlich gesundes Unternehmen, das seit seiner Gründung nie Verluste gemacht und im Jahr seines Amtsantritts einen Rekordgewinn verkündet hatte. Die historisch gewachsene Struktur des Konzerns erwies sich jedoch als nicht zukunftsfähig, was Investitionen in neue Geschäftsfelder erschwerte. Außerdem kämpfte die BayWa im Rahmen ihres Geschäftsmodells immer wieder mit schwankenden Rohstoffpreisen.
Lutz forcierte sowohl die Diversifizierung als auch die Internationalisierung der BayWa, bewahrte aber die historischen Wurzeln des Konzerns. Ein Beispiel für Veränderungen während seiner Amtszeit ist die Gründung eines Geschäftsbereichs für erneuerbare Energien, der sämtliche Solar- und Windenergie-Firmen bündelte und so auf den schrumpfenden Heizölmarkt reagierte. Die Übernahme des neuseeländischen Obsthändlers Turners & Growers verschaffte der BayWa eine bessere Position auf dem asiatischen Markt. Der niederländische Agrarhändler Cefetra wurde gekauft, um auch auf europäischen Märkten eine starke Präsenz zu zeigen.
Lutz verkaufte die BayWa Bau- und Gartenmärkte und stieß auch den Autohandel des Konzerns ab.
Während Lutz Amtszeit bei der BayWa stieg der Umsatz von rund 8,8 Milliarden Euro (2008) auf 19,8 Milliarden Euro im Geschäftsjahr 2021. Erneuerbare Energien hatten zwischenzeitlich den größten Anteil am Gewinn des Konzerns, führten aber letztlich fast zur Pleite. Lutz Vertrag als Vorstandsvorsitzender wurde zuletzt im Jahr 2020 verlängert. Zum 1. April 2023 übergab er den BayWa-Vorstandsvorsitz an seinen Nachfolger Marcus Pöllinger. Am 6. Juni 2023 wurde er zum Vorsitzenden des BayWa-Aufsichtsrates gewählt. Lutz trat am 19. Januar 2024 von seinem Amt als Aufsichtsratsvorsitzender der BayWaAG zurück.
Nach dem Rücktritt von Klaus Lutz hat die BayWa Aktie Mitte des Jahres 2024 einen akuten Kurseinbruch von 30 % zu verzeichnen, der in erster Linie auf den schuldenfinanzierten Expansionskurs des ehemaligen Vorstandsvorsitzenden, bzw. Vorsitzenden des BayWa Aufsichtsrates zurückzuführen ist. Bis Ende 2023 hat die BayWa 5,5 Milliarden Euro Schulden angehäuft, die bei den gestiegenen Zinsen eine zunehmende Belastung darstellen. Die höheren Zinslasten rissen die BayWa zum ersten Mal in die roten Zahlen.

## Mandate
2013 wurde Lutz zum Aufsichtsratsvorsitzenden von Euro Pool System International (Rijswijk/Niederlande) gewählt, einem führenden Logistikunternehmen für Mehrwegverpackungen. Seit 2015 ist er zudem Aufsichtsratsvorsitzender des Banknoten- und Chipkartenherstellers Giesecke+Devrient (München/Deutschland). Im Jahr 2017 wählte ihn der Deutsche Raiffeisenverband, der Dachverband der genossenschaftlich organisierten Unternehmen der deutschen Agrar- und Ernährungswirtschaft, zum Vizepräsidenten.
Lutz gehört den Beratungs- und Kontrollgremien weiterer Wirtschaftsunternehmen im In- und Ausland an. Daneben engagiert er sich als Präsident der Industrie- und Handelskammer für München und Oberbayern sowie in Personalunion als Präsident des Bayerischen Industrie- und Handelskammertags für die Interessen der regionalen Wirtschaft. Dies wurde 2019 mit der Verleihung der Bayerischen Staatsmedaille gewürdigt.
Im Juni 2024 kandidierte Lutz für den Verwaltungsrat des TSV 1860 München e.V., wurde jedoch nicht gewählt.

## Publikationen
- Berthold Eichwald, Klaus Josef Lutz: Erfolgsmodell Genossenschaften. Möglichkeiten für eine werteorientierte Marktwirtschaft. Deutscher Genossenschafts-Verlag, Wiesbaden 2011, ISBN 978-3-87151-145-5.